# Biserica Sfântul Ștefan - Călărași din București
Biserica Sfântul Ștefan este o biserică ortodoxă din București, situată în sectorul 3. Lăcașul de cult a fost ctitorit în anul 1764 de către voievodul fanariot Ștefan Racoviță, împreună cu Teodora Doamna. Construcția a fost terminată în anul 1768, luna septembrie, ziua 25, de către Stoica Clucerul, cum stă scris în pisania de piatră de la intrare.